# Riella capensis
Riella capensis là một loài rêu trong họ Riellaceae. Loài này được Cavers mô tả khoa học đầu tiên.
Danh pháp khoa học của loài này chưa được làm sáng tỏ. 